# Уокер, Уильям (велогонщик)
Уильям Уокер (англ. William Walker; род. 31 октября 1985, Субиако) — австралийский шоссейный велогонщик.

## Карьера
Уильям Уокер в Субиако, пригороде Перта.
Свою профессиональную карьеру начал в 2005 году и выступал за команды Rabobank и Fuji-Servetto. В 2006 стал чемпионом Австралии в групповой гонке. Участвовал в Играх Содружества, четырёх чемпионатах мира мира (2003, 2005, 2007 и 2008), двух гранд-турах Вуэльта Испании и Джиро д’Италия. В 2009 году после того, как во время Тур Даун Андер у него диагностировали проблемы с сердцем несовместимые с практикой элитного велоспорта, объявил о завершении карьеры.
В 2012 должен был стать спортивным директором новой австралийской команды GreenEDGE, но летом возобновил выступления как гонщик, заключив контракт с континентальной командой Drapac Cycling. В её составе провёл два года и выступал вместе со своим братом Джонни Уолкером.
В 2014 году он подписал контракт с Synergy Baku Cycling Project, но на чемпионате Австралии у него снова возникли проблемы с сердцем, из-за чего ему пришлось отказаться от участия и лечь в больницу. Таким образом, после всего лишь месяца соревнований в своей новой команде в феврале он объявил о завершении карьеры.
Его показатель максимального потребления кислорода (VO2 max) был наравне с Лэнсом Армстронгом и составлял 94. Также его называли следующим Кэделом Эвансом в Австралии.

## Достижения
2003
4-й этап Geelong Bay Classic Series
Giro di Basilicata
Генеральная классификация
1-й этап
2004
пролог на Тур Канберры
Тур Колрейна
Генеральная классификация
1-й и 2-й этапы
Tour of Sunraysia
Генеральная классификация
2-й этап
Мельбурн - Варрнамбул Классик
13-й этап Херальд Сан Тур
2-й Чемпионат Австралии — групповая гонка U23
3-й Чемпионат Австралии — индивидуальная гонка U23
2005
2-й этап на Circuito Montañés
 Чемпионат мира — групповая гонка U23
2-й на Океанский тур UCI
2-й Чемпионат Австралии — групповая гонка U23
2006
 Чемпионат Австралии — групповая гонка U23
2-й на Тур Тюрингии
2009
3-й этап на Jayco Bay Classic
2012
Тур Гиппслэнда
Генеральная классификация
8-й этап
6-й этап Тур Тасмании
2013
1-й этап на  Тур Тувумбы
2-й на Тур Таиланда
3-й на Нью Зиланд Сайкл Классик

## Статистика выступления наГранд-турах
| Гонка / Год     | 2006 | 2007 |
| --------------- | ---- | ---- |
| Джиро д'Италия  | —    | 57   |
| Тур де Франс    | —    | —    |
| Вуэльта Испании | 112  | —    |

## Рейтинги
| Год               | 2013 | 2014 |
| ----------------- | ---- | ---- |
| Азиатский тур UCI | 76-й | 91-й |
| Океанский тур UCI | 7-й  | -    |
|                   |      |      |
| Источник: UCI     |      |      |